# Synagoge (Münchweiler an der Alsenz)
Die Synagoge in Münchweiler an der Alsenz, einer Ortsgemeinde im Donnersbergkreis in Rheinland-Pfalz, wurde in der zweiten Hälfte des 18. Jahrhunderts errichtet. Die profanierte Synagoge an der Hauptstraße 3 ist seit 1993 ein geschütztes Kulturdenkmal.

## Architektur
Der spätbarocke Putzbau mit abgewalmtem Mansarddach, ein ehemaliges Bauernhaus, wurde 1806 zur Synagoge umgebaut. Im Gebäude wurden auch Räume für die jüdische Schule und die Lehrerwohnung eingerichtet.
Die Synagoge besaß 40 Plätze für Männer und 25 Plätze für Frauen. 1910 wurden größere Reparaturen am Synagogengebäude vorgenommen.

## Zeit des Nationalsozialismus
Beim Novemberpogrom 1938 wurde die Synagoge von der örtlichen SA unter Willi Dörr geschändet. Im Beisein der Einwohner wurden Ritualien und Gebetbücher auf die Straße geworfen und verbrannt. Der damalige Bürgermeister Jakob Müller beteiligte sich an der Verbrennung der Gebetbücher. Auf eine Niederbrennung des Synagogengebäudes wurde verzichtet, da die ehemalige Lehrerwohnung inzwischen von Christen bewohnt war und durch die enge Bebauung auch Nachbarhäuser in Gefahr gebracht worden wären.
Anfang 1939 wurde die Synagoge an die Gemeinde Münchweiler zwangsverkauft (arisiert). Gegen Ende des Zweiten Weltkrieges waren im Gebäude französische Kriegsgefangene untergebracht.
Im Jahr 1950 wurde das Gebäude an die jüdische Kultusgemeinde der Rheinpfalz zurückgegeben und 1953 rechtmäßig an die Ortsgemeinde verkauft. 1958 zog die Gemeindeverwaltung in die ehemalige Synagoge ein. Im Jahr 1990 kaufte ein Bäckermeister das Gebäude und baute es zu einem Wohn- und Geschäftshaus um.